# داء الكلب
داء الكَلَب  هو مرض فيروسي يسبب التهاب حاد في الدماغ ويصيب الحيوانات ذات الدم الحار. وهو مرض حيواني المنشأ أي أنه ينتقل من فصيلة إلى أخرى، من الكلاب إلى الإنسان مثلاً وينتقل غالباً عن طريق عضة من الحيوان المصاب.
يؤدي داء الكلب للوفاة عندما يصيب الإنسان بمجرد ظهور الأعراض إلا في حال تلقيه الوقاية اللازمة ضد المرض، وهو يصيب الجهاز العصبي المركزي مما يؤدي إلى إصابة الدماغ بالمرض ثم الوفاة.
ينتقل فيروس داء الكلب إلى الدماغ عبر الأعصاب المحيطية، وغالباً ما تستغرق فترة حضانة المرض عدة أشهر حسب مسافة وصول الفيروس للجهاز العصبي المركزي.
تبدأ الأعراض بالظهور بمجرد وصول الفيروس للجهاز العصبي المركزي ولا يمكن معالجة العدوى ويؤدي غالباً إلى الوفاة خلال بضعة أيام.
الأعراض المبكرة لداء الكلب هي الشعور بالضيق، الصداع والحمى التي تتزايد لتتحول إلى ألم حاد، حركات عنيفة وتهيّج لا إرادي، والاكتئاب ورهاب الماء (أو الكلَب). وينتاب المريض في النهاية نوبات من الجنون والخمول، مما يؤدي إلى غيبوبة. وعادة ما يكون السبب الرئيسي للوفاة هو قصور التنفس. يتسبب داء الكلب في وفاة خمس وخمسين ألف 55,000 شخص تقريباً في جميع أنحاء العالم. 95% منهم في آسيا وأفريقيا. تقريبا 97% منهم يتوفّون بسبب عضات الكلاب.
تمكنت الولايات المتحدة من مراقبة الحيوانات وبرامج التطعيم للقضاء على الكلاب المحلية الحاملة للمرض. وفي العديد من البلدان، كأستراليا واليابان، تم القضاء على الحيوانات البرية الحاملة لداء الكلب بشكل تام في حين تم القضاء على داء الكلب المعروف في المملكة المتحدة، حيث تمّ العثور على خفافيش مصابة بفيروس مشابه في البلد في حالات نادرة.

## العلامات والأعراض
عادةً تكون الفترة بين الإصابة وبداية ظهور الأعراض المشابهة للأنفلونزا ما بين (2-10) أسابيع، لكن فترة الحضانة حسب ما تم توثيقه فإنها يمكن أن تكون قصيرة بقدر 4 أيام أو أطول من 6 أعوام وذلك يعتمد على مكان وخطورة الجرح الملقّح وعلى كمية الفيروسات التي دخلت.
بعدها مباشرة تتوسع الأعراض لشلل طفيف أو جزئي وقلق وأرق وارتباك وهيجان وسلوك شاذ وزور (جنون الارتياب أو جنون العظمة)، بالإضافة إلى رعب وهلوسة تتطور إلى هذيان.
أطلق على داء الكلب أيضاً «رهاب الماء» وذلك لأن ضحاياه المصابون بالشلل الموضعي وغير القادرين على الابتلاع عُرف عنهم بالإصابة بالتهيّج عند رؤية الماء. بعد ظهور أول الأعراض فإنّ الوفاة تحدث في الفترة من (2-10) أيام، فما أن تظهر الأعراض تصبح إمكانية البقاء نادرة حتى مع تعاطي الدواء الخاص والعناية المركزة
في 2005 كانت جينا جيسي أول مريض يعالج ب «بروتوكول ميلووكي» لتصبح أول شخص على الإطلاق نجا من داء الكلب من دون الحصول على العلاج الوقائي الناجح بعد تعرضها للفيروس، إن تحليل «المقصد للعلاج» وُجد أن هذا البروتوكول لديه معدل نجاة 8% تقريباً.

## علم الفيروسات
فيروس داء الكلب هو نوع من أنواع الفيروسات الكلبية، من فصيلة الفيروسات الربدية (Rhabdoviridae)، رتبة الفيروسات السلبية الأحادية (Mononegavirales). لدى الفيروسات الكلبية تماثل حلزوني، ويبلغ طوله حوالي 180 نانومتر، وشريحة حوالي 75 نانومتر. هذه الفيروسات مغطاة وتحتوي على الحمض النووي الريبي وحيد البناء الجين (RNA) بحس سلبي. المعلومات الجينية معبأة بروتين نووي رايبوزي معقد والذي يرتبط بإحكام بالبروتين النووي الفيروسي.
يرمز لجين الحمض النووي الريبي (RNA) بخمس جينات; البروتين النووي (N)، فسفوري (P)، بروتين المصفوفة (M)، بروتين سكري (G)، والحمض النووي الريبي البوليميرازي –وتعني الإنزيمات المتعددة- الفيروسي L)
.
يخضع الفيروس لعمل نسخ متماثلة داخل الخلايا في العضلات أو الأعصاب. يتفاعل الجزيئ الثلاثي المدبب على السطح الخارجي لغشاء الفيروس مع مستقبلات معينة للخلايا، حيث الأكثر احتمالاً هو مستقبلات أسيتيلكولين (acetylcholine). يقوم الغشاء الخلوي بالقرص في موكب معروفة ب «بينوسايتوسيس (pinocytosis)» وتسمح بدخول الفيروس إلى الخلية عن طريق جسيم داخلي، ومن ثم يستغل الفيروس البيئة الحمضية لذلك الجسيم ويربطه بغشائه، مطلقاً بروتيناته الخمسة وشريط واحد من الرنا (RNA) في السيتوبلازم.
يقوم بروتين L بنسخ خمسة أشرطة من الرنا المرسل (mRNA) وشريط موجب القطبية للرنا (RNA) من الشريط الأصلي للرنا سالب القطبية مستعملاً نيكلوتيدات حرة في السيتوبلازم. ثم تُتَرْجَم هذه الأشرطة الخمسة إلى بروتينات المناظرة لها (P,L,N,G,M) في رايبوسومات حرة في السيتوبلازم. تتطلب بعض البروتينات تعديلات مابعد عملية الترجمة، على سبيل المثال، بروتين جي ينتقل عبر الشبكة الأندوبلازمية الخشنة أو المحببة، حيث تخضع لعملية الطي، ومن ثم تُنْقَل إلى أجسام غولجي، حيث تضاف مجموعة السكريات إليها لتصبح جليكوزيل
عندما توجد كمية كافية من البروتينات فإن الإنزيم الفيروسي سيبدأ بتشكيل خيوط سالبة جديدة للحمض النووي الريبي (RNA) وذلك من قالب الخيط الموجب للحمض النووي الريبي. هذه الخيوط السالبة ستُشكّل تجمعات من بروتينات N وَ P وَ L وَ M ومن ثُم ستنتقل إلى غشاء الخلية الداخلي حيث يكون بروتين G مضمراً نفسه في الغشاء. سيلتف البروتين G حول تجمع البروتينات N-P-L-M آخذاً معه بعضاً من غشاء الخلية المضيفة الذي سيُشكّل غلافاً خارجياً جديدًا لجسيم فيروسي. بعد ذلك يتبرعم الفيروس من الخلية.
من لحظة دخول الفيروس يكون الفيروس موجِّه للعصب، حيث ينتقل بسرعة عبر الممرات العصبية إلى الجهاز العصبي المركزي ومن ثم إلى أعضاء أخرى. وتستقبل الغدد اللعابية تركيزًا عاليًا من الفيروسات وهذا يسمح بمزيد من التنقل.

## التشخيص
من الممكن أن يكون داء الكَلَب صعب التشخيص، ففي مراحله المبكرة يمكن الخلط بينه وبين الأمراض الأخرى أو المعدية والطريقة المرجعية لتشخيص داء الكَلَب هو عن طريق تفاعل البوليميراز المتسلسل (PCR) أو عن طريق زراعة فيروسية لعينات من الدماغ تؤخذ بعد الوفاة. الطريقة المرجعية لتشخيص داء الكلب هي باستخدام الاجسام المضادة الفلورية (FAT) والتشخيص المناعي الكيميونسيجي (IHC), كما هو موصى به من قبل منظمة الصحة العالمية (WHO). ويمكن أيضا أن يتم تشخيص المرض بشكل موثوق به بأخذ عينات من الجلد قبل الوفاة. كما يمكن إجراء التشخيص عن طريق عينات اللعاب والبول والسائل النخاعي، ولكنها ليست بالغة الدقة. يشمل الدماغ على أجسام تدعى أجسام النيغري، ويمكن عن طريقها تشخيص عدوى داء الكلب بنسبة 100%، لكنها تتواجد بنسبة 80% من الحالات فقط. وإذا بالإمكان، يجب أن يفحص الحيوان الذي تم تلقي القضم منه بداء الكلب.
التشخيص التفريقي في حالة اشتباه بداء الكلَب البشري قد تتضمن أي مسبب لالتهاب الدماغ، وبشكل خاص عدوى الفيروسات مثل الفيروسات الهربسية، والمعوية، والاربوفيروسات (arboviruses) مثل فيروس غرب النيل. أهم الفيروسات للاستبعاد هي فيروس الحلأ البسيط من النوع الأول وفيروس النطاقي الحماقي. بالإضافة إلى ذلك –ولكن بشكل أقل شيوعاَ- الفيروسات المعوية والتي تشمل فيروسات كوكساكية (coxsackieviruses)، والفيروسات الايكويّة (echoviruses)، والفيروسات السنجابية (تسمى أيضاَ فيروس شلل الأطفال polioviruses)، والفيروسات المعوية البشرية (enteroviruses) 68 إلى 71..
هناك أيضا أسباب جديدة يمكنها أن تسبب التهاب الدماغ الفيروسي كالذي حدث في عام 1999م حيث انتشرت في ماليزيا 300 حالة مصابة بالتهاب الدماغ بمعدل وفيات بلغ 40% وكان سببه فيروس نيباه، الذي يُعرف مؤخراً بالفيروسة المخاطانية بالإضافة إلى ذلك، يمكن للفيروسات المعروفة تقتحم أماكن جديدة وهذا ما يفسره انتشار التهاب الدماغ مؤخراً بسب فيروس غرب النيل في شرق الولايات المتحدة وقد تساعد العوامل الوبائية (مثل المناخ والموقع الجغرافي وعمر المريض وتاريخ السفر وإمكانية التعرض للعضات وللقوارض ولحشرات القراد) في التشخيص المباشر.
إن التشخيص الزهيد لمرض داء الكَلَب سيصبح ممكناً للحالات ذات الدخل المنخفض حيث يمكن تشخيص مرض داء الكَلَب بشكل دقيق بعُشر تكلفة الفحوصات التقليدية وذلك باستخدام التقنيات الأساسية للمجهر الضوئي

## الوقاية

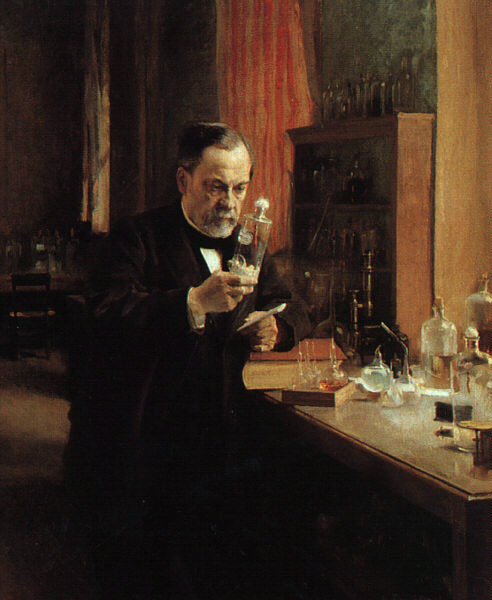
العالم الفرنسي لويس باستور

في السابق كانت جميع الحالات البشرية المصابة بداء الكلب تنتهي بالوفاة حتى تم تطوير لقاح في عام 1885 م من قبل لويس باستور وإميل رو. وقد استخلص هذا اللقاح من الأرانب المصابة بالفيروس، وذلك بإضعاف الفيروس في الأنسجة العصبية ليجف من خمس إلى 10 أيام وما زالت هذه اللقاحات لتستخدم في بعض الدول كونها أرخص من الطرق الحديثة التي تعتمد على زراعه الخلايا المنتجة للقاح. بدأ لقاح داء الكلب الناتج من مضاعفة الخلايا البشرية في عام 1967م، ويوجد حالياً لقاح جديد ناتج من أجنه الدجاج وهو أقل تكلفة ولقاح نقي يستخلص من خلايا الفيرو وهناك أيضا لقاح مزدوج يدعى V-RG تم استخدامه بنجاح في بلجيكا، فرنسا، ألمانيا، والولايات المتحدة للحد من انتشار داء الكلب بين الحيوانات غير الداجنة. ويتتم استخدام التطعيم للبشر وغير البشر حالياً كوسيله للحماية من الفيروس قبل التعرض له كما يعد تطعيم الحيوانات الأليفة في بعض الولايات من داء الكلب هو مطلب أساسي
انخفض عدد حالات الوفاة المسجلّة التي سببها داء الكلب في الولايات المتحدة منذ انتشار تلقيح الكلاب والقطط المنزلية وتطور اللقاحات البشرية الفعّالة والعلاج بالغلوبولين المناعي، من 100 حالة أو أكثر سنوياً في بدايات القرن العشرين إلى حالة أو حالتين سنوياً، التي تكون نتيجة لعضات الخفافيش في الغالب ولم تلاحظها الضحية وبالتالي لم تتم معالجتها.
يبيّن التقرير السنوي الخاص بمراقبة الأمراض المعدية لعام 2007 م الصادر عن «وزارة الصحة وخدمات كبار السن في ولاية ميزوري» أنه يمكن التقليل من خطر الإصابة بداء الكلب من خلال اتباع الخطوات التالية: :
1. تطعيم الكلاب والقطط والأرانب والقوارض ضد داء الكلب.
2. ابقاء الحيوانات الأليفة تحت الاشراف.
3. عدم لمس الحيوانات البرية أو الضالّة.
4. الاتصال بضابط مراقبة الحيوانات عن مشاهدة حيوان برّي أو ضال، وخاصة إذا كان الحيوان يتصرف بغرابة.
5. إذا عضك حيوان اغسل الجرح بالماء والصابون لمدة 10-15 دقائق ثم اتصل بمزوّد الرعاية الصحية لتحديد مدى حاجتك لتلقي العلاج الوقائي بعد التعرض مطلوباً.

## العلاج
ينجح العلاج بعد التعرض بدرجة كبيرة في منع المرض إذا تمت معالجته فورا، الذي غالبا ما يستغرق عشرة أيام بعد العدوى.
وذلك بغسل المكان المصاب في أسرع وقت ممكن بالصابون والماء تقريبا لخمسة دقائق فذلك يؤثر تماما في تقليل عدد جسيمات الفيروس. إذا توفر مطهر قاتل للفيروسات مثل محلول البوفيدين أو صبغة اليود أو محلول اليود المائي أو الكحول (الايثانول) يجب ان توضع بعد الغسل.يجب أن تُشطف بالماء جيدا الاغشية المخاطية التي تغرضت للفيروس مثل العين والانف أو الفم. في الولايات المتحدة، توصي مراكز السيطرة على الأمراض والوقاية المرضى بأخذ جرعة واحدة من الغلوبولين المناعي لداء الكَلَب البشري (HRIG) وأربع جرعات من لقاح داء الكَلَب على مدى 14 يوم. جرعة الغلوبولين المناعي يجب أن لا تتعدى 20 وِحدة لكل كيلوجرام من وزن الجسم. الغلوبولين المناعي مكلف ويشكل الغالبية العظمى من مجمل التكاليف لعلاج ما بعد التعرض، تصل تكلفتها إلى عدة آلاف من الدولارات. ويجب أن يتسلل أكبر قدر ممكن من هذه الجرعة حول القضمة، مع إعطاء الباقي عن طريق الحقن العضلية العميقة بحيث تكون بعيدة عن موقع اللقاح
وتُعطى الجرعة الأولى من لقاح داء الكلب في أسرع وقت ممكن بعد التعرض، مع جرعات إضافية في اليوم الثالث واليوم السابع واليوم الرابع عشر من أول لقاح تم أخذه. المرضى الذين تلقوا تطعيما سابقا قبل التعرض لا تتلقى الغلوبولين المناعي، فقط التطعيم في يوم الإصابة واليوم التالي.
اللقاحات الحديثة ذات الأساس الخلوي تشبه لقاح الأنفلونزا من حيث الألم والآثار الجانبية. التطعيمات القديمة والقائمة على النسيج العصبي والتي تتطلب عدة حقن مؤلمة في البطن بإبر كبيرة تكون رخيصة، ولكن يجري التخلص منها والاستعاضة عنها بنظم التطعيم تحت الجلد بأسعار مقبولة من منظمة الصحة العالمية
يجب أن يؤخذ التطعيم داخل العضلات في العضلة الدالّية وليس في المنطقة الأَلَوية التي تؤدي إلى فشل التطعيم نظراً لحقن الشحم عوضاً عن العضلات (الإستشهاد مطلوب)
في الأطفال يستخدم جانب الفخذ كما في تطعيمات الأطفال الأساسية (الإستشهاد مطلوب)
الاستيقاظ بسبب وجود خفاش في الحجرة أو العثور على خفاش في حجرة فيها طفل غير مراقب أو عاجز دماغياً أو شخص مصاب بالتسمم يُعَد مؤشراً كافياً لتوقية مابعد التعرض (نوع من التحسس بسبب التعرض المسبق). التوصيات على احتياطات استخدام توقيه مابعد التعرض في مواجهة الخفاش الخفي -والتي يكون الاحتكاك فيها غير معروف- تم التساؤل عنها في الدراسات الطبية السابقة المعتمدة على التحليلات المفيدة والمكلفه. وعلى أي حال دعمت دراسة أجريت عام 2002 م بروتوكول إعطاء «توقيه ما بعد التعرض» للأطفال أو الأفراد السويين عقلياً ممن تواجدوا مع خفافيش خصوصاً في أماكن النوم والتي قد يتعرض فيها الضحية لعض الخفاش دون أن يتنبه. تعد توقيه ما بعد التعرض لداء الكَلَب فعاله بنسبة 100% إذا بدأت بدون تأخير أو بتأخير بسيط. يجب إعطاء العلاج في الحالات التي يتم فيها التأخر في إعطاء توقيه ما بعد التعرض بشكل كبير لأنه قد يكون فعالاً.

## الحاجز الدموي الدماغي
تشير أدلة حديثة إلى أن زيادة نفاذية الحاجز الدموي الدماغي اصطناعياً ٫ الذي لا يسمح بتحرك معظم الخلايا المناعية من جانب إلى الأخر مما يشجع على الإزالة الفيروسية.

### الغيبوبة المُسَببة
في عام 2004م، نجت المراهقة الأمريكية جيانا جيزي من عدوى داء الكلب من دون تطعيم. حيث وضعت في حالة غيبوبة مُسَببة عند بداية ظهور الأعراض وأعطيت الكيتامين، ميدازولام، ريبافيربن، وآمانتادين. أعطيت هذا العلاج اعتماداً على فرضية الآثار الضارة لداء الكلب التي تنتج عن اختلال وظيفي مؤقت في الدماغ، لذا يمكن تفاديها عن طريق التسبب بتوقف جزئي في وظائف الدماغ، مما سيقوم بحماية الدماغ من التلف، مع إعطاء الجهاز المناعي الوقت الكافي للقضاء على الفيروس. بعد 76 يوماً من العزل الصحي و 31 يوماً من التنويم في المستشفى، خرجت جيزي من المستشفى.  نجت جيزي تقريباً[بحاجة لمصدر] من دون آثار دائمة، واعتبارا من عام 2009م٫ كانت قد بدأت في السنة الثالثة من دراستها الجامعية..
أصبح النظام العلاجي الذي اتبع في حالة جييز Giese معروفا باسم بروتوكول ميلوواكي (Milwaukee protocol) وقد أجريت له تعديلات (مراجعات) عدة من ذلك الحين، من ضمنها النسخة الثانية من النظام العلاجي والتي لم يستخدم فيها الريبافيرين (Ribavirin). نجا اثنان من أصل 25 مريضا تم علاجهم بطريقة البروتوكول الأول. تم علاج 10 مرضى آخرين بطريقة «البروتوكول المعدل» الثانية ما أسفر عن نجاة وشفاء مريضين آخري ن أيضا
أظهر عقار الكيتامين المخدر قدرته على تثبيط فيروس داء الكلب «السعار» لدى الجرذان، ويتم الآن استخدامه كجزء من بروتوكول ميلوواكي.
في العاشر من أبريل عام 2008، تم علاج صبي في الحادية عشر من العمر من داء السعار في كالي مدينة بكولومبيا، وأفادت التقارير نجاة الصبي من المرض ومن الغيبوبة دون أضرار ملحوظة في الدماغ
في 12 يونيو عام 2011، أصبحت بريشس رينولدز (Precious Reynolds) الفتاة ذات الثمانية أعوام من مقاطعة هومبولت كاليفورنيا Humboldt ounty, California
ثالث شخص في العالم وثاني شخص في الولايات المتحدة يعلن عن تعافيه من داء السعار دون استخدام مسبق للجرعة الوقائية PEP

## التنبؤ
يُعد العلاج بعد التعرض (بأخذ اللقاحات) ناجحاً جداً في منع المرض إذا تم إعطاء اللقاح فور التعرض، عادة خلال 6 أيام من الإصابة. إذا لم يحصل أي تأخير أو كان تأخيراَ بسيطاَ، فإن فاعلية العلاج تكون 100% ضد داء الكلب. في حالة حدوث تأخر ملحوظ في إعطاء اللقاحات، تبقى هناك فرصة لنجاح العلاج
في البشر غير الملقحين ضد المرض، يكون داء الكلب عادة مميت بعد تطور الأعراض في الجهاز العصبي، لكن إعطاء اللقاح بعد التعرض يمكن أن يمنع الفيروس من التطور والارتقاء. يقتل داء الكلب حوالي 55,000 شخص في السنة، معظمهم في أسيا وأفريقيا. تتوفر معطيات النجاة باستعمال بروتوكول ميلاوواكي من سجل داء الكلب.

## طريقة انتقال داء الكلب
الحيوانات ذات الدم الحار، قد تصبح مصابة بفايروس داء الكلب وتتطور لديهم الأعراض. رغم أن التجارب اظهرت ان الطيور فقط التي تصاب به. وقد يتكيف الفايروس وينمو في الخلايا متغيرة الحرارة («بدم بارد») من الفقاريات. معظم الحيوانات يمكن أن تصاب بالفايروس ويمكن أن تنقل المرض إلى البشر. الخفافيش المصابة القرود، الراكون، الثعالب، الظربان، الماشية، الذئاب، القيوط، الكلاب والنموس (عادة النمس الأصفر) أو القطط التي تكون أكبر خطر على البشر.
قد ينتشر داء الكلب أيضاً عن طريق التعرض للحيوانات المصابة بالعدوى مثل الماشية والجرذان وابن عرس والدببة والراكون الظربان وغيرها من الحيوانات آكلة اللحوم البرية. لم يسبق أن أصاب داء الكلب القوارض الصغيرة كالسناجب والهامستر والكابيا الخنزيرية واليرابيع والصيدانيات والجرذان والفئران والحيوانات الأرنبيات الشكل كالأرانب، كما انه لم يعرف عنها بنقل عدوى داء الكلب إلى الإنسان. يقاوم حيوان الأبوسوم الأمريكي الشمال أمريكي عدوى داء الكلب ولكنه لا يملك المناعة ضد العدوى.
يتواجد الفيروس عادةً في أعصاب ولعاب الحيوان المصاب بأعراض داء الكلب تنتقل العدوى عادةً وليس دائماً عن طريق العض وفي أغلب الحالات يكون الحيوان المصاب عدوانياً بشكل استثنائي وقد يهجم دون أي إثارة وقد يقوم بسلوك غريب في حالات أخرى وهذا مثال على فيروس يعدل سلوك المصاب ليسهل عملية نقله إلى مصابين آخرين. هذا مثال على انتشار فيروسي يقوم بتغيير تصرفات حامله لمساعدته في نقل الفايروس إلى ناقل اخر.
انتقال المرض بين إنسان وآخر نادر جداً إلا أنه سُجلت بعض الحالات التي انتقل فيها الفايروس عبر عمليات زراعة الأعضاء
بعد إصابة الإنسان العادي بالمرض بواسطة العض. يدخل الڤايروس إلى الجهاز المناعي الطرفي. لينتقل بعدها عبر الأعصاب إلى الجهاز العصبي المركزي في هذه المرحلة يصعب اكتشاف الڤايروس داخل الشخص المضيف له، وعندما يمنح اللقاح فإن مناعة الخلايا قد تمنع ظهور أعراض الداء. عندما يصل الڤايروس إلى الدماغ يتسبب مباشرة بالتهاب خلايا الدماغ، وهذه مرحلة بداية ظهور أعراض المرض. وعندما تصبح الأعراض واضحة فإن المعالجة غالباً غير فعالة ونسبة حدوث الوفاة تصل إلى 99% في مثل هذه الحالات.
داء الكلب ربما يسبب أيضاً التهاب خلايا الحبل الشوكي.

## انتشار المرض
يعيش فايروس داء الكلب في نطاقات واسعة ومتنوعة، وفي الحيوانات في المناطق الريفية. يتواجد في معظم الحيوانات من كل بلد في العالم تقريبا، ما عدا أستراليا ونيوزيلندا. تم اكتشاف فايروس lyssavirus في الخفافيش الأسترالية (ABLV) عام 1996 وهو مماثل لداء الكلب، ويعتقد أنها السبب الرئيسي لانتشار المرض في الخفافيش. في بعض البلدان الموجودة في أوروبا الغربية وأوقيانوسيا، يعتبر داء الكلب منتشر في الخفافيش فقط.
في آسيا، وأجزاء من الأمريكتين وأجزاء كبيرة من أفريقيا، تظل الكلاب الحامل الرئيسي لفايروس داء الكلب. لا يعتبر التطعيم الإلزامي للحيوانات في المناطق الريفية ذا أهمية. خاصة في البلدان النامية، الحيوانات الأليفة قد لا يتم الاحتفاظ بها جيدا وقد تصاب بالداء. اللقاحات التي تعطى عن طريق الفم يمكن وضعها بأمان في الطعام، وهي من الممارسات التي خفضت بنجاح داء الكلب في المناطق الريفية في كندا، فرنسا والولايات المتحدة. في مونتريال- كندا، استُخدِم الطعم بنجاح في اعطاء اللقاح لحيوانات الراكون في منطقة مونت رويال بارك. حملات التطعيم قد تكون مكلفة، ويقترح (دراسات الجدوى أو تحليل التكاليف والمنافع)) (cost-benefit analysis) ان الطعم قد يكون وسيلة فعالة من حيث التكلفة والفعالية.
في اونتاريو، تم تسجيل انخفاض شديد في الداء بعدما انطلقت حملة تطعيم عن طريق القاء الطعم من الجو بالطعم (aerial bait-vaccination
تقديرياً هناك 55000 حالة وفاة بشرية تحدث سنوياً في جميع أنحاء العالم، منها 31000 حالة في آسيا و 24000 حالة في أفريقيا. في الهند هناك أعلى معدل اصابات بشرية بداء الكلب، ويعود سبب ذلك في المقام الأول للكلاب الضالّة الذي تزايد عددها منذ 2001 عندما منع القانون قتل الكلاب يعيق المراقبة الفعالة والمعالجة لداء الكلب في الهند شكل من الهستيريا الجماعية أو الوهم الجماعي يعرف بمتلازمة حمل الجرو. ضحايا عضة الكلب الصابون بهذه المتلازمة (سواء ذكر أو أنثى) يصبح عندهم اقتناع بأن الجراء تنمو بداخلهم، وكثيراً ما يلجأ هؤلاء الأشخاص لطلب المساعدة من المعالجين بالإيمان، بدلاً من اللجوء للخدمات الطبية التقليدية. وفي حالات عضة الكلب المسعور فإن مثل هذا القرار يمكن أن يكون قاتلاً. الدكتور نيتاي كيشو ماري، قائمقام طبي سابق في ميدنابو الغربية يقول: «لقد شاهدت عشرات الحالات المصابة بداء الكلب وصلت متأخرة جداً للمستشفى الذي أعمل به بسبب تدخل المعالجين بالإيمان وحينها لم نتمكن من حفظ تلك الأرواح» 20000 شخص يموت من داء الكلب سنوياً في الهند أي أكثر من ثلث الحصيلة العالمية في عام 2007 كانت الفيتنام صاحبة ثاني أعلى معدل وتليها تايلاند، في هذذه البلاد ينتقل الفيروس بشكل أساسي عن طريق الكلاب (الكلاب الضالّة وأنواع أخرى من الكلاب البرية) مصدر آخر لداء الكلب في آسيا هو ازدهار الحيوانات الأليفة، في عام 2006 وضعت الصين «سياسة الكلب الواحد» في بكين لتسيطر على المشكلة.
يعد داء الكلب شائعاً بين الحيوانات البرية في الولايات المتحدة. تشكل الخفافيش، الراكون، الظربان، والثعالب معظم الحالات المسجلة (%98% في عام
2009). تتواجد الخفافيش المصابة بداء الكلب في جميع الولايات ال 48 المتجاورة. هناك مستودعات طبيعية لكنها محدودة جغرافياً، مثل نوع فيروس داء الكلب للراكون الذي يتواجد في شريط ضيق نسبياً على الساحل الشرقي. نظراً للوعي العام العالي بفيروس داء الكلب، وجهود تلقيح الحيوانات الأليفة ضد المرض وتقليص أعداد التجمعات السكانية الحيوانية للحيوانات الوحشية، وأيضا لتوافر الأدوية المضادة له بعد التعرض له. تعد حالات الإصابة بداء الكلب في البشر نادرة جداً. كان عدد الحالات المسجلة في الولايات المتحدة 49 حالة في الفترة ما بين 1995 إلى 2011. من هذه الحالات، يُعتقد أن 11 منها تم اكتسابها من خارج الولايات المتحدة. وتقريباً جميع الحالات المحلية المكتسبة ترجع إلى عضات الخفافيش.
في سويسرا، تم القضاء التام على الفيروس نسبياً بعد أن وضع العلماء رؤوس دجاج يحتوي على اللقاح الموهن الحي في جبال الألب السويسرية. اكتسبت الثعالب في سويسرا، التي ثبت أنها السبب الرئيسي لداء الكلب في البلد،
المناعة لنفسها ضد هذا المرض عندما أكلت رؤوس الدجاج.
بحسب منظمة الصحة العالمية فإن عدد الوفيات من داء الكلب يبلغ وفاة شخصا واحدا على الأقل كل 9 دقائق.

## التاريخ

### سبب التسمية
مصطلح rabies مشتق من اللاتينية ويعني «الجنون» وبدوره قد تكون الكلمة مشتقة من السنسكريتية Sanskrit rabhas وتعني «القيام بالعنف». اشتق الإغريق اليونانيون مصطلح lyssa من كلمة «لود» وتعني «العنف», وقد استخدم اصل هذه الكلمة في تسمية جنس الفيروس المسبب للسعاراو «داء الكلب»«ليزافايروس» Lyssavirus

### التأثير
لاحتمالية طبيعته العدوانيه، عرف السعار «داء الكلب» منذ حوالي 2000 سنة قبل الميلاد وذلك بسب طبيعة المرض العنيفة والقاسية. تعود أول التقارير المدونة عن مرض السعار إلى حوالي عام 1930 قبل الميلاد وقد تضمنتها مخطوطات اشنونة Codex of Eshnunna ببلاد الرافدين «مابين النهرين» وتنص على: «على مالك أي كلب تظهر عليه اعراض السعار ان يتخذ تدابير وقائية ضد عضات الكلب. إذا عض الكلب المصاب بالسعار شخص اخر وتوفي ذلك الشخص على اثر ذلك، يتم تغريم صاحب الكلب بشدة».
اُعتبر داء الكلاب كجلاد لشدة انتشاره في القرن التاسع عشر الميلادي. في فرنسا وبلجيكا، كان القديس هوبرت مبجلا، حييث كان يتم تسخين مفتاح القديس هوبرت لكي الجروح. ومن خلال التفكير الخيالي. كان توسم الكلاب بالمفتاح على أمل أن يحميها ذلك من داء الكلاب. لم يكن الخوف من داء الكلب منطقياً، نظراً للأعداد الكبيرة (التي كان معظمها من الكلاب المصابة بداء الكلب) وغياب العلاج الفعال. حيث لم يكن شائعاً عند ظهور الأعراض على شخص ما، تم عضه من قبل كلب بالكاد مشتبه بإصابته بداء الكلب، أن لا يُقدم على الانتحار أو يُقتل من قبل الآخرين.
وقد منح ذلك فرصة كافية للويز باستر Louis Paster لاختبار postexposure في عام 1885 م
اهتم الطب القديم حينها باللسان والغشاء المخاطي حيث كان يتم قطع لجام اللسان والغشاء المخاطي واستئصاله لاعتقادهم أنها مصدر الداء.
توقف هذا النوع من العمليات بعد اكتشاف السبب الحقيقي لداء الكلب.

## الحيوانات الأخرى
المقالة الرئيسية:«داء الكلب في الحيوانات»

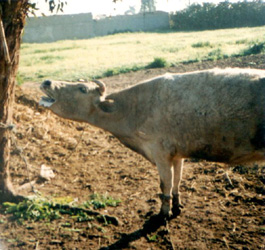
خوار قوي لدى الأبقار التي تعاني من داء الكلب
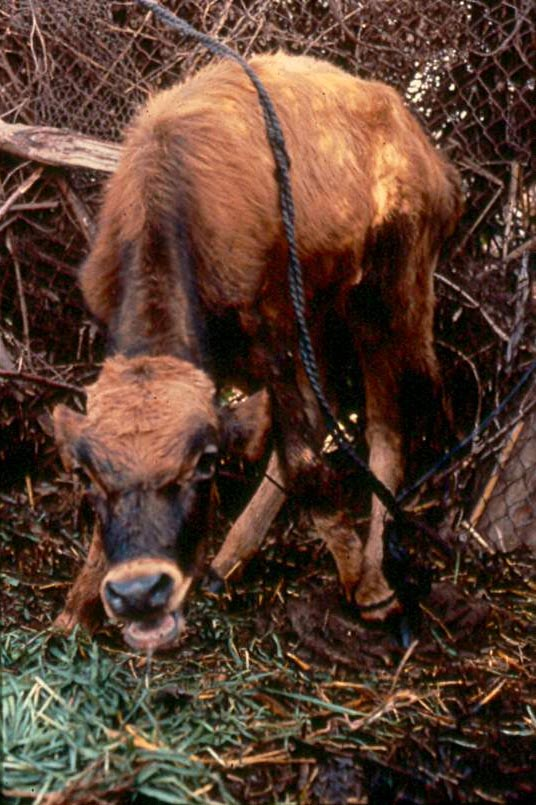
كما يلاحظ سيلان لعابي غزير من الفم

يُعد داء الكلب من الأمراض المُعدية للحيوانات الثديية: وقد تم تحديده بثلاث مراحل، المرحلة الأولى تدوم من يوم إلى ثلاثة أيام وتتميز بتغيرات سلوكية وتعرف بالدور البادري. اما المرحلة الثانية فهي الدور التهييجي الذي يستمر من ثلاث إلى أربع أيام ويسمى هذا الدور غالباً ب «داء كلب هياجي» نظراً لفرط تفاعلية الحيوان المصاب مع المؤثرات الخارجية فيعض أي شيء قريب منه. المرحلة الثالثة هي الدور الشللي الذي ينتج عن تلف العصبون الحركي. يكون هناك عدم تناسق حركي بسبب شلل الأطراف الخلفية، أيضاً ييدأ سيلان اللعاب مع صعوبة في البلع وذلك بسبب شلل في عضلات الوجه والحلق. تحدث الوفاة عادة بسبب توقف التنفس.

## دراسة
يتميز داء الكلب عن غيره من الطرق الكاذبة الأخرى من حيث نقل الجين إلى الخلية المستهدفة (موجهّة النسيج) بشكل أكثر تحديداً في المناطق التي يصعب الوصول اليها، مثل الجهاز العصبي المركزي من دون اللجوء إلى طرق ايصال غزويّة، بالإضافة إلى أنه قابل للاقتفاء الرجوعي (يعني الذهاب عكس اتجاه تدفق المعلومات في المكبس)في الدوائر العصبونية.

## اليوم العالمي لداء الكلاب
يُحتفل في 28 أيلول من كل عام باليوم العالميّ لداء الكلاب. يوافق هذا التاريخ ذكرى وفاة العالم لويس باستور الذي له الفضل بابتكار أول لقاح ضد المرض. هذه الحملة تروّج وتنشر المعلومات عن المرض وطرق الوقاية منه والقضاء عليه.
شهدت حالات الإصابة بالمرض عند الإنسان تراجعاً بنسبة ما يزيد عن 95% منذ عام 1980 في المنطقة. إضافةً إلى ذلك، لم تُسجل بعدُ حالات بالإصابة في بعض الدول. منذ بدايات عام 2014 حتى شهر حزيران لعام 2015 تمّ تسجيل 13 حالة في بوليفيا وهاييتي والبرازيل وجمهورية الدومينيكان. كما سجلت حالات بالإصابة عند الكلاب في مناطق لم يسبق أن انتشر فيها الفيروس (كانت خاليةً منه).
ينتج داء الكلاب من فيروس منقول إلى الإنسان جراء تعرضه للعض أو الخمش من الحيوانات المعدية، وبشكل أساسي الكلاب والحيوانات البرية كالخفاش.
تتواجد المطاعيم الآمنة والفعالة لإيقاف المرض عند الحيوانات وأخرى للإنسان حيث تُستخدم قبل وبعد الشك بإصابته.
ولتجنب ظهور الفيروس أو الموت يُنصح بتعقيمٍ مباشرٍ للجرح وأخذ المطعوم في أقرب وقت ممكن بعد التلامس المباشر للحيوان الذي من المحتمل أن يكون مصاباً. ساهم الانتشار الواسع للمطعوم للكلاب بتقليل حالات الإصابة لديهم في عديد من الدول، وفي بعض الأحيان فإن المطعوم يؤدي إلى القضاء على الفيروس.
كما وتُسجل 50 ألف حالة إصابة عند الأشخاص كل عام خصوصاً في آسيا وإفريقيا.